# Afrogarypus robustus
Espèce
Synonymes
- Geogarypus robustus Beier, 1947

Afrogarypus robustus est une espèce de pseudoscorpions de la famille des Geogarypidae.

## Distribution
Cette espèce est endémique du Cap-Occidental en Afrique du Sud,. Elle se rencontre vers Fernwood.

## Description
Le mâle décrit par Neethling et Haddad en 2017 mesure 2,23 mm et la femelle 2,34 mm.

## Systématique et taxinomie
Cette espèce a été décrite sous le protonyme Geogarypus robustus par Beier en 1947. Elle est placée dans le genre Afrogarypus par Neethling et Haddad en 2017.

## Publication originale
- Beier, 1947 : Zur Kenntnis der Pseudoscorpionidenfauna des südlichen Afrika, insbesondere der südwest- und südafrikanischen Trockengebiete. Eos, Madrid, vol. 23, p. 285-339 (texte intégral).